# 명나라의 시문학

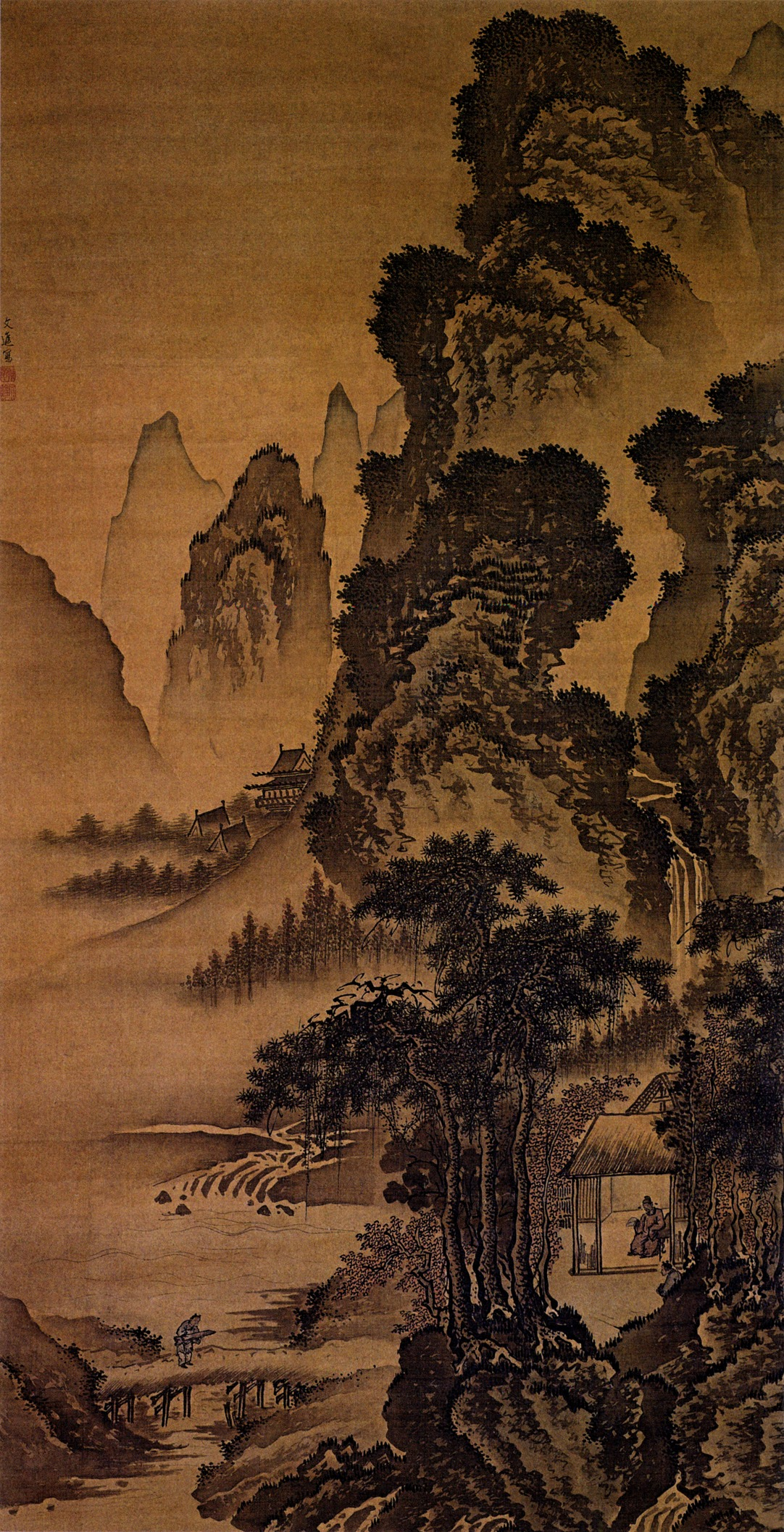
명나라의 시문학

명나라의 시문학은 명나라 시기(1368-1644)에 있었던 시문학을 말한다. 백만 개가 넘는 시문학 작품들이 현재까지 전해지고 있는 가운데, 명나라 시기의 문학은 고전 중국 문학의 핵심 부분을 차지한다. 명나라의 시문학은 크게 2개로 나뉘는데, 첫째는 전대 왕조였던 원나라의 기풍을 이어받은 것이고, 둘째는 후대 왕조인 청나라의 기풍과 비슷한 풍의 문학이다. 중국은 역사적으로 왕조의 구성원이나 권력층들은 확연하게 갈리는 반면, 그 문학이나 시와 같은 문화적인 부분은 전 왕조와 새로운 왕조가 조화롭게 어우러진 모습을 취하고 있다. 

## 배경
몽골족이 세운 원나라가 무너지고, 한족이 세운 명나라가 중국을 차지함에 따라 명나라는 사회적 안정과 '정통성을 지닌' 정부로 인정받게 되었고, 명나라 시기의 작품들에도 이러한 사회적 분위기들이 고스란히 반영되어 있다. 명나라 시기에는 회화, 음악, 문학, 연극, 시 등이 급격히 번성하였다. 베이징이 1644년에 만주족에 의해 함락되고, 명나라의 권력층들 일부가 피난해 세운 남명 정권은 1662년까지 살아남았는데, 1662년에 남명 정권마저 무너지며 명나라는 완전히 멸망하고 청나라의 예술이 새롭게 등장하게 되었다.

## 시와 문학
명나라의 주요 시인은 고계, 이동양, 그리고 원굉도 등이 있다. 또한 그 외에도 탕현조나 이어와 같은 명 말기의 문인들이 크게 이름을 떨쳤다. 특히 이어는 명나라가 멸망하고 청나라가 들어설 당시에 활약한 시인인데, 나라가 바뀔 당시의 혼란상을 자세하고 아름다운 필력으로 묘사했다는 평을 듣고 있다. 또한 명대의 저명한 문인화가들에는 심주, 당인, 문징명 등이 있다. 당나라 시기의 그림에 대한 관심은 명나라 시기까지 이어졌는데, 특히 고병이 쓴 당심품휘(唐詩品彙)가 유명하다. 
명 후기에 들어서는 여성 문인들에 관한 관심들이 증가하였는데, 이로 인해 다양한 여성 문인들이 증가하고 작품들이 쏟아져 나왔다. 남성 편집자들이 여성들이 쓴 시집들을 편집하고 주석을 달아 책으로 편찬하였는데, 이는 당시 보수적인 학계에는 크게 충격적인 일이었다. 하지만 몇몇 사람들은 여성들은 남성에게는 찾아볼 수 없는 미덕들, 예를 들어 무고, 동심(童心), 성령(性灵), 감정들이 풍부하다면서 여성 문인들이 쓴 시집들에 지대한 관심을 보였다. 유명한 여성 문인들에는 유여시, 왕웨이, 등소완, 구메이 등이 있다.

## 회화
남종화(南宗畫)는 산수화의 2대 화풍 가운데 학문과 교양을 갖춘 문인들이 비직업적으로 수묵(水墨)과 담채(淡彩)를 써서 내면세계의 표현에 치중한 그림의 경향이다. 
명대의 남종화는 조선 중기 이후의 한국화에 강한 영향을 남겼다. 남종화의 화풍으로는 동기창등이 유명하였다.